# Check on It
„Check On It” este un cântec al interpretei americane Beyoncé Knowles, realizat în colaborare cu artistul rap Slim Thug. El a fost înregistrat pentru a fi inclus pe materialul de tip Greatest hits (#1's) al formației în care artista activase, Destiny's Child. Acesta a fost adăugat și pe unele versiuni ale celui de-al doilea album de studio al lui Knowles, B’Day, și pe coloana sonoră a peliculei „Pantera Roz”, din distribuția căruia face parte și solista. Datorită popularității scăzute a primului extras pe single al discului #1's, „Stand Up for Love”, „Check On It” a început să fie difuzat de o serie de posturi de radio din S.U.A..
Cântecul a fost utilizat și pentru a promova filmul „Pantera Roz”, fiind realizat și un videoclip. Materialul, regizat de Hype Williams, a fost recompensat cu un premiu MTV Video Music Awards în anul 2006, la categoria „Cel mai bun videoclip R&B”. Înregistrarea a primit atât recenzii pozitive, cât și critici, Music OMH descriind piesa ca fiind „atrăgătoare instantaneu, dar incredibil de repetitivă”, în timp ce About consideră compoziția drept unul dintre cele mai slabe ale lui Beyoncé. De asemenea, pentru a spori popularitatea înregistrării, a fost imprimat un remix oficial în colaborare cu Bun B.
Compoziția s-a bucurat de succes comercial pe teritoriul Statelor Unite ale Americii, câștigând prima poziție în Billboard Hot 100 și într-o serie de clasamente adiacente, devenind cel de-al treilea single al lui Knowles ce obține această performanță. De asemenea, este prima înregistrare a solistei ce ocupă locul 1 în Noua Zeelandă, ajungând totodată un succes la nivel mondial, intrând în primele zece trepte ale clasamentelor în majoritatea țărilor unde a activat. Pentru vânzările semnificative, „Check On It” a primit un disc de platină în țara natală a interpretei.

## Compunerea
Pentru realizarea înregistrării ce urma a fi inclusă pe albumul de tip Greatest Hits al formației Destiny's Child, Knowles a apelat la ajutorul compozitorilor Kasseem „Swizz Beatz” Dean, Sean „The Pen” Garrett. În timp ce ultimul a ajutat la scrierea textului, Dean a produs cântecul, el fiind și unul dintre colaboratorii importanți ai solistei pentru albumul B'Day. Piesa a fost imprimată la studiourile Sony Music Studios din New York, New York și Henson Recording Studios din Los Angeles, California, fiind compilată în ultimul stabiliment. Knowles a declarat despre compoziție faptul că acesta a luat naștere ca o glumă și titlul, „Check on It”, a fost folosit de echipa sa de management înainte de a decide să o transforme într-un cântec. Înregistrarea este cunoscută și sub numele de „Check Up on It”.

## Structura muzicală și versurile
„Check on It” este un cântec pop scris în tonalitatea Sol major. Suportul vocal este asigurat de mezzo-soprana Beyoncé Knowles, interpretarea sa fiind dublată prin supraînregistrare și de solistul de muzică rap Slim Thug. De asemenea, pe remixul oficial apar și părți prezentate de Bun B. Întinderea vocală a solistei pe durata compoziției fiind de aproximativ o octavă și o notă. Instrumentalul include, printre altele, pian. Conform lui Knowles, „Check on It” este un „cântec distractiv și te face să te simți ca un copil din nou”, coregrafia din videoclip fiind inspirată din tema compoziției.

## Lansarea și percepția criticilor
Inițial, „Check on It” a fost lansat ca parte a albumului #1's al grupului în care activase Knowles, Destiny's Child. Datorită faptului că primul single al acestui material, balada „Stand Up For Love”, nu a beneficiat de sprijinul posturilor de radio din S.U.A., înregistrarea lui Beyoncé a câștigat popularitate în rândul audienței americane. Ulterior, compoziția a fost inclusă pe coloana sonoră a filmului „Pantera Roz”, unde solista deține un rol important. „Check on It” a început să fie promovat ca primul single al albumului ce venea în sprijinul peliculei, în acest scop fiind filmat și un videoclip. Un disc single a fost distribuit în Statele Unite ale Americii începând cu data de 13 decembrie 2005, el conținând un remix realizat în colaborare cu Bun B și alte cinci variante alternative ale cântecului, versiunea originală nefiind inclusă pe acest Compact Disc. De asemenea, „Check on It” a fost lansat și în format digital, lucru ce a favorizat ascensiunea sa în clasamente. Materialul nu a fost distribuit și în Australia, unde piesa nu a fost disponibilă decât ca parte a albumului #1's. Versiuni alternative au fost lansate pe durata anului următor, în țări precum Franța, Germania, Japonia sau Regatul Unit. Cântecul a fost inclus și pe unele versiuni ale albumului B'Day, precum cele distribuite în Europa sau Japonia.
Bill Lamb de la About a oferit cântecului trei puncte dintr-un total de cinci, afirmând că „întotdeauna este o încântare să auzi vocea lui Beyoncé, dar acesta este unul dintre eforturile sale mai slabe. Este în primul rând un substituent pentru posturile de radio până când următorul album va veni”, continuând să specifice faptul că „Check on It” nu este o înregistrare specială. De asemenea, acesta este de părere că piesa „o va păstra pe Beyoncé pe posturile de radio pentru câteva luni, dar mulți dintre noi așteaptă cu nerăbdare un alt șlagăr pop precum antrenantul «Crazy in Love»”. Din partea UK Mix cântecul a primit două recenzii pozitive, unul dintre editori oferindu-i punctaj maxim și afirmând: „are un refren foarte vesel, molipsitor și chiar neobosit, care ți se instalează instantaneu în creier și te face să te întrebi cum îl va interpreta live fără să își piardă respirația [...] «Check on It» este [...] prima sa înregistrare ce poate rivaliza cu «Crazy in Love» dintr-un punct de vedere calitativ”. Al doilea editor a avut o percepție similară, declarând că „sună precum o combinație între toate șlagărele Destiny's Child, dar este un cântec suficient de puternic”. Lamb a plasat înregistrarea pe locul întâi în lista celor mai interesante cântece promovate în săptămâna 15 noiembrie 2005. John Murphy de la Music OMH descrie compoziția ca fiind „atrăgătoare instantaneu, dar incredibil de repetitivă — atât de mult încât devine enervant. Sună precum ar fi fost scris mai mult ca un ton de apel decât precum un cântec — iar, dacă stăm bine să ne gândim, probabil așa este”, concluzionând cu faptul că „«Check on It» este sunetul depresiv al lui Beyoncé pe pilot automat”.

## Ordinea pieselor pe disc
| Nr.                              | Titlul            | Durată |
| -------------------------------- | ----------------- | ------ |
| Descărcare digitală              |                   |        |
| 00.                              | „Check on It” [A] | 3:30   |
| 00.                              | „Check on It” [B] | 3:30   |
| Disc single distribuit în S.U.A. |                   |        |
| 01.                              | „Check on It” [A] | 3:30   |
| 02.                              | „Check on It” [C] | 8:31   |
| 03.                              | „Check on It” [D] | 5:59   |
| 04.                              | „Check on It” [E] | 6:48   |
| 05.                              | „Check on It” [F] | 3:54   |
| 06.                              | „Check on It” [G] | 3:29   |

| Nr.                                           | Titlul              | Durată |
| --------------------------------------------- | ------------------- | ------ |
| Disc single distribuit în Europa              |                     |        |
| 01.                                           | „Check on It” [A]   | 3:31   |
| 02.                                           | „Check on It” [H]   | 3:08   |
| Disc de vinil distribuit în Regatul Unit      |                     |        |
| 01.                                           | „Check on It” [A]   | 3:34   |
| 02.                                           | „Check on It” [III] | 3:31   |
| 03.                                           | „Check on It” [J]   | 3:19   |
| Disc single distribuit în S.U.A. (ft. Voltio) |                     |        |
| 01.                                           | „Check on It” [K]   | 3:28   |
| 02.                                           | „Check on It” [L]   | 3:28   |

Specificații
| - A ^ Versiunea de pe albumul #1's. - B ^ Remix în colaborare cu Bun B. - C ^ Remix „Junior Vasquez Club Mix”. - D ^ Remix „Maurice's Nu Soul Mix”. - E ^ Remix „King Klub Mix”. - F ^ Remix „Bama Boyz Remix”. | - G ^ Videoclip - H ^ Versiune interpretată doar de Beyoncé. - III ^ Negativ. - J ^ Remix „Grizz Remix”. - K ^ Remix „Bama Boyz Reggaeton Remix”. - L ^ Remix „Bama Boyz Reggaeton Remix” (negativ). |

## Videoclip

Videoclipul este dominat de prezenţa culorii roz, aleasă pentru a fi în concordanţă cu filmul The Pink Panther, unde Knowles deține un rol important.

Materialul promoțional pentru „Check on It” a fost filmat octombrie 2005, fiind regizat de Hype Williams, cu care Knowles a lucrat patru ani mai târziu la scurtmetrajul pentru colaborarea sa cu Lady GaGa, „Video Phone”. Solista a declarat faptul că în acea perioadă avea un program încărcat, iar timpul acordat filmărilor era unul limitat. Întrucât artista s-a declarat mulțumită de creațiile anterioare ale lui Williams, l-a abordat pe el pentru realizarea videoclipului înregistrării în cauză. În material sunt afișați atât Slim Thug, cât și Bun B.
Întrucât compoziția este inclusă pe coloana sonoră a peliculei „Pantera Roz”, în videoclip au fost inserate o serie de scene notabile din film, dar și personajele animate Pantera roz și Inspectorul Clouseau. Knowles este surprinsă în diferite ipostaze, de-a lungul celor aproximativ patru minute, ce constituie intervalul de timp pe care se desfășoară scurtmetrajul. Materialul este dominat de prezența culorii roz, pentru a se asocia cu filmul promovat, articolele vestimentare purtate de artistă fiind și ele de aceeași culoare. Videoclipul este completat de o serie de coregrafii executate de Beyoncé și de prezența celor doi interpreți de muzică rap, Slim Thug și Bun B. Pentru scurtmetrajul realizat în scopul creșterii popularității înregistrării, Knowles a fost recompensată cu un trofeu MTV Video Music Awards, la gala premiilor din 2006, la categoria „Cel mai bun videoclip R&B”, devansând concurența formată din Chris Brown („Yo (Excuse Me Miss)”), Jamie Foxx („Unpredictable”), Mariah Carey („Shake It Off”) și Mary J. Blige („Be Without You”). „Check on It” este ultimul material ce a fost recompensat la această categorie, ea fiind scoasă din desfășurătorul MTV în anul următor. Materialul solistei este cunoscut pentru imaginile sale intermitente. Un DVD ce conține videoclipul și documentarul realizat de MTV despre acesta în timpul filmărilor a fost lansat în S.U.A. în anul 2006.

## Prezența în clasamente
„Check on It” a debutat în Billboard Hot 100 la finele lunii noiembrie 2005, ocupând locul șaptezeci și doi. Înregistrarea a continuat să urce în ierarhia americană timp de șapte săptămâni consecutive, reușind în cele din urmă să ocupe prima poziție a listei muzicale, loc unde a staționat timp de cinci săptămâni consecutive, fiind înlocuit de șlagărul lui James Blunt „You're Beautiful”. Astfel, compoziția a devenit cel de-al treilea single din cariera independentă a lui Knowles ce urcă în vârful clasamentului compilat de Billboard', urmându-le șlagărelor „Crazy in Love” și „Baby Boy”. De asemenea, cântecul a activat și într-o serie de liste adiacente, câștigând aceeași poziționare și în Billboard Hot Dance/Club Play, Billboard Pop 100 sau Billboard Rhythmic Top 40. În plus, „Check on It” este și prima înregistrare din cariera independentă a solistei ce intră în ierarhia ce contorizează compozițiile ce se încadrează în genul latino. Lansată concomitent și în Canada, piesa a câștigat poziția cu numărul cinci, devenind cel de-al șaselea șlagăr de top 10 consecutiv al artistei în această țară.
Datorită succesului întâmpinat pe plan local, „Check on It” a beneficiat de o lansare și la nivel internațional. Astfel, înregistrarea a câștigat poziționări notabile în majoritatea clasamentelor europene unde a activat. În țările vorbitoare de limbă germană, cântecul a urcat în top 10 în Austria și Elveția și s-a clasat în vecinătatea acestuia în Germania. În Nordul Europei a cunoscut un succes similar, cea mai bună clasare fiind obținută în Norvegia (locul 2), unde a devenit cel mai cunoscut single al lui Knowles de la „Crazy in Love”. „Check on It” a fost promovat și în Irlanda și Regatul Unit, unde a câștigat poziționări de top 3 în ambele clasamente naționale. În alte regiuni europene, precum Croația, Macedonia sau Polonia, discul single s-a clasat pe locul 1 în listele muzicale. Datorită succesului întâmpinat pe acest continent, compoziția a activat și în ierarhiile European Hot 100 (compilată de Billboard) și Euro 200 (realizată de APC Charts), în ambele câștigând poziționări de top 10.
În alte teritorii, discul a experimentat clasări similare. În Noua Zeelandă a devenit primul șlagăr clasat pe locul întâi al interpretei, în timp ce aceeași poziție a fost cucerită în Israel. Vânzările și difuzările câștigate la nivel mondial au facilitat avansarea cântecului în ierarhia mondiala United World Chart, unde a urcat până pe treapta secundă.

## Clasamente
| Țară (clasament)                      | Poziția maximă | Referință |
| ------------------------------------- | -------------- | --------- |
| Austria (Ö3 Austria Top 40)           | 10             | [ 17 ]    |
| Belgia — Flandra (Ultratop)           | 9              | [ 49 ]    |
| Belgia — Valonia (Ultratop)           | 31             | [ 49 ]    |
| Brazilia (Brasil Hot 100)             | 8              | [ 50 ]    |
| Canada (CANOE JAM!)                   | 5              | [ 51 ]    |
| Cehia (IFPI)                          | 7              | [ 52 ]    |
| Croația (e!Hot)                       | 1              | [ 44 ]    |
| Elveția (Media Control)               | 7              | [ 49 ]    |
| Europa (APC Charts — Euro 200)        | 6              | [ 47 ]    |
| Europa (Billboard — European Hot 100) | 8              | [ 53 ]    |
| Finlanda (YLE)                        | 6              | [ 49 ]    |
| Franța (SNPE)                         | 32             | [ 49 ]    |
| Germania (Media Control)              | 11             | [ 54 ]    |
| Grecia (Top 40 Charts)                | 8              | [ 55 ]    |
| Groenlanda (Nuuk FM)                  | 7              | [ 56 ]    |
| Irlanda (IRMA)                        | 2              | [ 17 ]    |
| Israel (Charts.co.il)                 | 1              | [ 48 ]    |
| Letonia (Lanet.lv)                    | 11             | [ 57 ]    |
| Macedonia (Antenna 5)                 | 1              | [ 45 ]    |

| Țară (clasament)                     | Poziția maximă | Referință |
| ------------------------------------ | -------------- | --------- |
| Noua Zeelandă (RIANZ)                | 1              | [ 49 ]    |
| Norvegia (VG Lista)                  | 2              | [ 49 ]    |
| Olanda (Dutch Top 40)                | 5              | [ 17 ]    |
| Olanda (Mega Top 100)                | 3              | [ 49 ]    |
| Peru (Hit FM)                        | 16             | [ 58 ]    |
| Polonia (Hit FM)                     | 1              | [ 46 ]    |
| România (Romanian Top 100)           | 3              | [ 59 ]    |
| Suedia (Sverigetopplistan)           | 11             | [ 17 ]    |
| Regatul Unit UK Singles Chart        | 3              | [ 17 ]    |
| Regatul Unit (UK R&B Chart)          | 2              | [ 60 ]    |
| Ungaria (MAHASZ)                     | 3              | [ 61 ]    |
| U.S. Billboard Hot 100               | 1              | [ 51 ]    |
| U.S. Billboard Pop 100               | 1              | [ 51 ]    |
| U.S. Billboard Hot R&B/Hip-Hop Songs | 3              | [ 51 ]    |
| U.S. Billboard Hot Dance Club Play   | 1              | [ 51 ]    |
| U.S. Billboard Hot Airplay           | 1              | [ 62 ]    |
| U.S. Billboard Hot Digital Songs     | 1              | [ 51 ]    |
| U.S. Billboard Hot Latin Songs       | 44             | [ 51 ]    |
| United World Chart (Media Traffic)   | 2              | [ 17 ]    |

## Personal
- Sursă:[4]
- Voce: Beyoncé Knowles și Slim Thug
- Textier(i): Beyoncé Knowles, Kasseem Dean, Sean Garrett, Angela Beyincé și Stayve Thomas
- Producător: Kasseem Dean
- Compilat de: Dave Pensado
- Înregistrat de: Jim Caruana

## Versiuni existente
| - „Check on It” (versiunea de pe albumul #1's) - „Check on It” (remix în colaborare cu Bun B) - „Check on It” (remix „Maurice's Nu Soul Mix”) - „Check on It” (remix „King Klub Mix”) - „Check on It” (remix „Junior Vasquez Club Mix”) - „Check on It” (remix „Bama Boyz Remix”) | - „Check on It” (versiune interpretată doar de Beyoncé) - „Check on It” (negativ) - „Check on It” (remix „Grizz Remix”) - „Check on It” (remix „Bama Boyz Reggaeton Remix”) - „Check on It” (remix „Bama Boyz Reggaeton Remix” — negativ) |

## Datele lansărilor
| Țara              | Data lansării     | Casă de discuri  | Format                             | Referințe |
| ----------------- | ----------------- | ---------------- | ---------------------------------- | --------- |
| S.U.A.            | 13 decembrie 2005 | Columbia Records | disc single și descărcare digitală | [ 1 ]     |
| Uniunea Europeană | 18 octombrie 2005 | Columbia Records | disc single și descărcare digitală |           |
| Irlanda           | 15 ianuarie 2006  | Columbia Records | disc single și descărcare digitală | [ 63 ]    |
| Regatul Unit      | 16 ianuarie 2006  | Columbia Records | disc single                        | [ 27 ]    |
| Regatul Unit      | 16 ianuarie 2006  | Columbia Records | disc de vinil                      | [ 3 ]     |
| Franța            | 24 februarie 2006 | Columbia Records | disc single și descărcare digitală | [ 25 ]    |
| Germania          | 24 februarie 2006 | Columbia Records | disc single și descărcare digitală | [ 26 ]    |

## Certificări și vânzări
| \| Țara/ clasament \| Vânzări/ puncte \| Certificare \| Referințe \| \| ------------------ \| --------------- \| ----------- \| --------- \| \| Canada \| +40.000 \| \| [64] \| \| S.U.A. \| +1.000.000 \| \| [18][65] \| \| United World Chart \| +3.919.000 \| \| [66] \| | Note - reprezintă „disc de platină”; |             |               |
| Țara/ clasament | Vânzări/ puncte                      | Certificare | Referințe     |
| Canada | +40.000                              |             | [ 64 ]        |
| S.U.A. | +1.000.000                           |             | [ 18 ] [ 65 ] |
| United World Chart | +3.919.000                           |             | [ 66 ]        |